# Quyền LGBT ở Ethiopia
Quyền Đồng tính nữ, đồng tính nam, song tính, chuyển giới ở Ethiopia đối mặt với những thách thức pháp lý mà những người không phải là LGBT không gặp phải.  Cả nam và nữ hoạt động tình dục đồng giới là bất hợp pháp ở nước này. Theo Dự án thái độ toàn cầu của Pew năm 2007, 97 phần trăm người dân Ethiopia tin rằng đồng tính luyến ái là một lối sống mà xã hội không nên chấp nhận. Đây là tỷ lệ không chấp nhận cao thứ hai trong 45 quốc gia được khảo sát.

## Bảng tóm tắt
| Hoạt động tình dục đồng giới hợp pháp                                                                                       | (Hình phạt: Lên đến 15 năm tù)                                      |
| Độ tuổi đồng ý | No                                                                  |
| Luật chống phân biệt đối xử chỉ trong việc làm                                                                              | No                                                                  |
| Luật chống phân biệt đối xử trong việc cung cấp hàng hóa và dịch vụ                                                         | No                                                                  |
| Luật chống phân biệt đối xử trong tất cả các lĩnh vực khác (bao gồm phân biệt đối xử gián tiếp, ngôn từ kích động thù địch) | No                                                                  |
| Hôn nhân đồng giới | No                                                                  |
| Công nhận các cặp đồng giới                                                                                                 | No                                                                  |
| Con nuôi của các cặp vợ chồng đồng giới                                                                                     | No                                                                  |
| Con nuôi chung của các cặp đồng giới                                                                                        | No                                                                  |
| Người đồng tính nam và đồng tính nữ được phép phục vụ công khai trong quân đội                                              |                                                                     |
| Quyền thay đổi giới tính hợp pháp                                                                                           | No                                                                  |
| Truy cập IVF cho đồng tính nữ                                                                                               | No                                                                  |
| Mang thai hộ thương mại cho các cặp đồng tính nam                                                                           | (Bất hợp pháp cho tất cả các cặp vợ chồng bất kể xu hướng tình dục) |
| NQHN được phép hiến máu | No                                                                  |